# Richard D. Wolff
Richard David Wolff, né le 1er avril 1942, est un économiste marxiste américain, connu pour ses travaux sur la méthodologie économique et l'analyse de classe. Il est professeur émérite d'économie à l'Université du Massachusetts à Amherst et est actuellement professeur invité au programme d'études supérieures en affaires internationales de la New School University à New York. Wolff a également enseigné les sciences économiques à l'Université de Yale, à l'université de New York, à l'université de l'Utah, à l'université Paris I Panthéon-Sorbonne et au Brecht Forum à New York. 
En 1988, il a co-fondé le journal Rethinking Marxism . En 2010, Wolff a publié Capitalism Hits the Fan: La fusion économique mondiale et quoi faire, également adapté et publié sous format DVD. Il a publié trois nouveaux livres en 2012 : Occupy the Economy: Défier le capitalisme, avec David Barsamian (San Francisco: City Lights Books ), Des théories économiques opposées: néoclassique, keynésien et marxien, avec Stephen Resnick (Cambridge, Massachusetts et Londres: MIT University Press) et Democracy at Work (Chicago: Haymarket Books ). En 2019, il publie son livre Comprendre le marxisme (Démocratie au travail). 
Wolff anime le programme hebdomadaire Economic Update, produit par le groupe à but non lucratif Democracy at Work, qu'il a cofondé. Economic Update est disponible sur Youtube, FreeSpeech TV, WBAI, 99,5 FM, New York (Pacifica Radio), CUNY TV (canal 25.3) et est disponible en podcast. Wolff intervient régulièrement dans les médias télévisés, imprimés et Internet. Le New York Times Magazine l’a nommé « économiste marxiste le plus en vue de l’Amérique ». Wolff vit à Manhattan avec son épouse et collaboratrice fréquente, Harriet Fraad, psychothérapeute en exercice. 

## Jeunesse et éducation
Afin d'échapper au fascisme, les parents de Wolff ont immigré d'Europe aux États-Unis pendant la Seconde Guerre mondiale. Son père, avocat français qui travaillait jusque-là à Cologne, en Allemagne, a été embauché comme ouvrier métallurgiste à Youngstown, dans l'Ohio (en partie parce que sa certification européenne n'était pas reconnue aux États-Unis), et la famille s'est finalement installée dans la campagne New-Yorkaise. Sa mère était une citoyenne allemande
Wolff considère que ses origines européennes ont influencé sa vision du monde:  Wolff a obtenu un Bachelor of Arts magna cum laude en histoire de Harvard en 1963 et est ensuite allé à Stanford - il a obtenu une maîtrise en économie en 1964 - pour étudier avec Paul A. Baran. Après la mort prématurée de Baran à la suite d'une crise cardiaque en 1964, Wolff fut transféré à l'Université de Yale, où il obtint un master en économie en 1966, un master en histoire en 1967 et un doctorat en économie en 1969. Alors étudiant diplômé de Yale, Wolff a travaillé comme instructeur. Sa thèse, "Aspects économiques du colonialisme britannique au Kenya, 1895-1930", a finalement été publiée sous forme de livre en 1974. 

## Carrière
Wolff a enseigné au City College of New York de 1969 à 1973. Il y entame sa collaboration de longue date avec son collègue économiste Stephen Resnick, arrivé en 1971 après s'être vu refuser la permanence à Yale pour avoir signé une pétition contre la guerre. Tous deux faisaient alors partie, avec Samuel Bowles, Herbert Gintis et Rick Edwards, du "paquet radical" engagé en 1973 par le département d'économie de l'Université du Massachusetts à Amherst, où Wolff est professeur titulaire depuis 1981. Wolff a pris sa retraite en 2008 mais reste professeur émérite et rejoint cette même année la New School en tant que professeur invité. 
La première collaboration académique publiée par Wolff et Resnick est "La théorie des conjonctures de transition et la transition du féodalisme au capitalisme"  qui définit les fondements du paradigme théorique sur lequel ils ont travaillé depuis. Ils ont formulé une approche de l'analyse de classe non-déterministe pour comprendre les débats concernant la transition du féodalisme au capitalisme. Les sujets développés dans leur œuvre commune incluent la théorie marxienne et l'analyse de la valeur, la surdétermination, l'économie radicale, le commerce international, les cycles économiques, les formations sociales, l'Union soviétique et la comparaison et la confrontation des théories économiques marxiste et non-marxiste. 
Wolff et Resnick prennent pour point de départ l'ouvrage Lire le Capital de Louis Althusser et Étienne Balibar, et sur ces bases ont développé une lecture subtile des volumes II et III de Capital de Karl Marx dans leur influence et leur classe influentes. Pour les auteurs, l’analyse de classe marxiste implique l’étude détaillée des conditions d’existence de formes concrètes de performance, d’appropriation et de répartition du surtravail. Alors qu'il peut exister un nombre infini de formes d'appropriation de la plus-value, le canon marxiste se contente du schéma historique classique des processus de classe - primitif, esclavagiste, féodal, capitaliste et communiste. 
En 1989, Wolff s'est associé à un groupe de collègues, ancien puis actuels étudiants, pour lancer Rethinking Marxism, une revue universitaire qui vise à créer une plate-forme pour repenser et développer les concepts et les théories marxistes au sein de l'économie ainsi que dans d'autres domaines des sciences sociales. Pendant plus de deux décennies, il a été membre du comité de rédaction du journal, dont il est toujours membre du comité consultatif. 
Wolff était professeur invité au printemps 1994 à l'Université Paris 1 Panthéon-Sorbonne. Wolff continue de participer à des séminaires et à donner des cours depuis le premier cycle jusqu'aux cycles supérieurs et continue ses recherches en économie à l'Université du Massachusetts à Amherst et, plus récemment, dans le programme d'études supérieures en affaires internationales (GPIA) de la New School . 
Membre fondateur du parti vert de New Haven, dans le Connecticut, Wolff s'est présenté candidat à la mairie de ce parti en 1985. En 2011, il a appelé à la création d'un parti de masse de gauche aux États-Unis, fondé sur des bases larges. Wolff, en particulier depuis 2008, donne de nombreuses conférences publiques aux États-Unis et dans d'autres pays. Il est conférencier au Brecht Forum . Wolff est souvent invité à la télévision et à la radio et, aux États-Unis, il a participé à de nombreux programmes et a écrit pour de nombreuses publications et sites Web. Wolff anime une émission de radio / télévision hebdomadaire et un podcast sur l'économie et la société, Economic Update, sur les ondes de la radio WBAI (New York). 
Un de ses étudiants, George Papandreou, est devenu Premier ministre de la Grèce de 2009 à 2011. Wolff se souvient de Papandreou en tant qu'étudiant qui « cherchait alors à la fois à devenir un économiste sophistiqué et un économiste socialiste ». Costas Panayotakis, professeur d'économie à l'Université de la ville de New York, a fait observer que, « après avoir été élu Premier ministre grec à l'automne 2009 sur une plate-forme qui considérait l'austérité comme une mauvaise politique à adopter en cette période de profonde crise économique, George Papandréou s'est retourné, et confrontée à une crise de la dette, a fait appel au Fonds monétaire international et a imposé le programme d'austérité le plus brutal jamais vu par le pays ».  

## Projets
Wolff est un cofondateur de Democracy at Work, une organisation à but non lucratif dont le but est, pour citer leur présentation, "d'exposer les problèmes systémiques du capitalisme et montrer comment la démocratisation de nos lieux de travail les résout". L'organisation est basée sur son livre de 2012, Démocratie au travail: un remède contre le capitalisme. Wolff est également l'hôte du programme Economic Update with Richard D. Wolff, produit par Democracy at Work. 

## Politique
En Juillet 2015, Wolff a déclaré soutenir la candidature de la candidate du Parti vert, Jill Stein, pour les élections présidentielles américaines. 

## Vie privée
En plus de sa langue maternelle anglaise, Wolff parle couramment le français et l'allemand. Wolff vit à New York avec son épouse, Harriet Fraad, psychothérapeute. Ils ont deux enfants. 

### Film
- [vidéo][DVD] « Capitalism Hits the Fan », 2009, Media Education Foundation

## Voir également
- Paul Hirst
- Stephen A. Resnick
- JK Gibson-Graham
- Jack Amariglio